# Azerbeidzjaanse Tijd
Azerbeidzjaanse Tijd (AZT of UTC+4) is de standaardtijd van Azerbeidzjan die 4 uur voorloopt op de UTC (en GMT) en 3 uur op de Midden-Europese Tijd. Omdat Midden-Europese Zomertijd gelijk is aan UTC+2 en AZT geen zomertijd kent, is het verschil 's zomers 3 uur.
Op 16 juni 1930 werd een decreet uitgevaardigd door de Raad van Volkscommissarissen van de Sovjet-Unie, waarbij de tijd een uur naar voren werd gezet, waarmee de Azerbeidzjaanse Tijd vier uur voor kwam te lopen op de GMT en UTC.
In 1981 voerde de Sovjet-Unie de zomertijd in, die werd gebruikt na het uiteenvallen van de Sovjet-Unie en de onafhankelijkheid van Azerbeidzjan in 1991. Op 17 maart 2016 heeft Azerbeidzjan de zomertijd afgeschaft.